# Драбівський парк
Драбівський парк — парк-пам'ятка садово-паркового мистецтва місцевого значення. Об'єкт розташований на у Золотоніському районі Черкаської області, смт Драбів, північна околиця.
Площа — 59 га, статус отриманий у 1972 році.
Охороняється парк, де зростають вікові дерева різних порід, місце відпочинку.
Головною породою лісонасаджень Парку є дуб, осика, берест, липа, верба, акація біла, ясен зелений, клен, ліщина, чагарники різних порід.

## Галерея

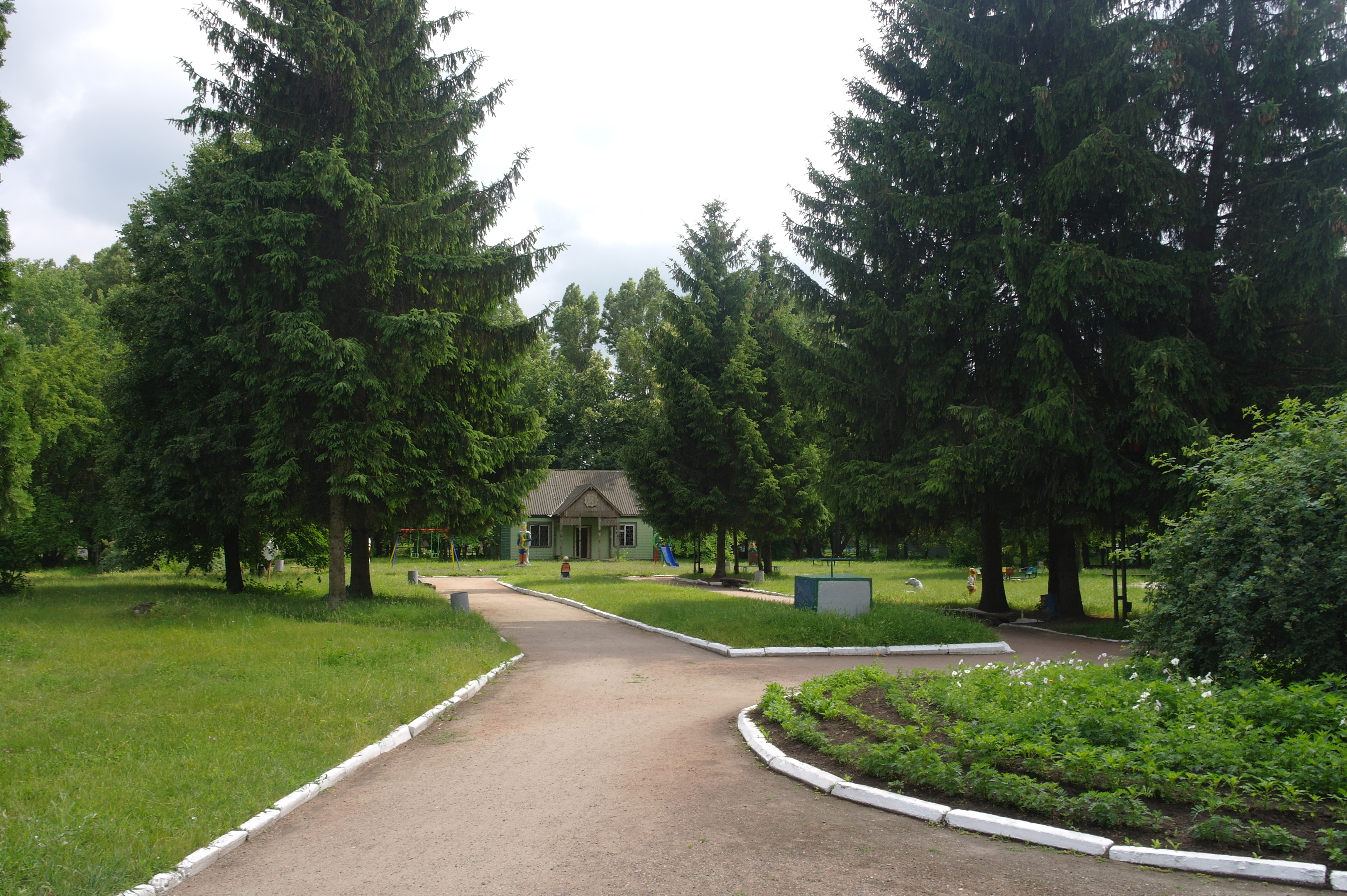
Драбівський парк